# Kremlin Cup 2000 - Doppio femminile
Il doppio femminile  del torneo di tennis Kremlin Cup 2000, facente parte del WTA Tour 2000, ha avuto come vincitrici Julie Halard-Decugis e Ai Sugiyama che hanno battuto in finale Martina Hingis e Anna Kurnikova con il punteggio di 4–6, 6–4, 7–6(5).

## Teste di serie
1. Julie Halard-Decugis /  Ai Sugiyama  (campionesse)
2. Martina Hingis /  Anna Kurnikova (finale)

1. Lisa Raymond /  Rennae Stubbs (semifinali)
2. Alexandra Fusai /  Nathalie Tauziat (semifinali)

## Tabellone

### Legenda
| - Q = Qualificato - WC = Wild card - LL = Lucky loser | - ALT = Alternate - SE = Special Exempt - PR = Protected Ranking | - w/o = Walkover - r = Ritirato - d = Squalificato |